# Ghiacciaio di Fiesch
Il ghiacciaio di Fiesch (o ghiacciaio del Fiescher, in tedesco Fieschergletscher) si trova nel canton Vallese in Svizzera.
È situato a nord di Fiesch in una valle parallela a quella del ghiacciaio dell'Aletsch. Con una lunghezza di 16 chilometri è il secondo ghiacciaio delle Alpi in termini di lunghezza; ma la sua larghezza non supera i 1000 metri nella parte superiore e nella parte inferiore è compresa tra 500 e 700 metri. Con i ghiacciai più piccoli ad esso collegati, il ghiacciaio di Fiesch copre una superficie di 33 km².

## Descrizione
Il ghiacciaio inizia sul fianco sud-est del Gross Fiescherhorn (4.049 m) e a sud dell'Agassizhorn (3.946 m).
Nella sua parte mediana, a circa 2.800 metri il ghiacciaio riceve il ghiacciaio di Galmi.
Il ghiacciaio termina a circa 1.700 metri di altezza. Le sue acque formano il torrente Weiss, affluente del Rodano.